# Almondvale Stadium
L'Almondvale Stadium è uno stadio di calcio situato a Livingston, in Scozia. Il Livingston vi gioca le partite casalinghe dal 1995, dopo aver giocato per 20 anni nel Meadowbank Stadium.